# Mangina
Mangina este un oraș în  provincia Nord-Kivu, Republica Democrată Congo. În 2012 avea o populație de 39 351 de locuitori, iar în 2004 avea 32 022.